# Tutt'or ch'eo dirò "gioi", gioiva cosa
intenderete che di voi favello, 

che gioia sete di beltá gioiosa 

de gioia di piacer gioioso e bello: 

e gioia in cui gioioso avenir posa, 

gioi d’adornezze e gioi di cor asnello; 

gioia in cui viso è gioi tant’amorosa 

ched è gioiosa gioi mirare in ello. 

Gioi di volere e gioi di pensamento 

e gioi di dire e gioi di far gioioso 

e gioi d’onni gioioso movimento. 

Per ch’eo, gioiosa Gioi, sì disioso 

di voi mi trovo, che mai gioi non sento 

se ’n vostra gioi il meo cor non riposo.»
Tutt'or ch'eo dirò "gioi", gioiva cosa è il primo verso di un sonetto di Guittone d'Arezzo.

## Analisi
Un elemento balza immediatamente all'occhio anche di un lettore distratto, la fittissima presenza della radice gioi-, ripetuta ben venticinque volte in soli quattordici versi; così facendo Guittone d'Arezzo vuole esprimere l'inarrestabile contentezza che il pensiero della donna amata provoca in lui. È indicativo dell'identificazione della donna con la felicità stessa il senhal con cui lei viene indicata, Gioi: lei non è solamente la fonte dei sentimenti del nostro, ma è la gioia stessa (al verso 3 si legge gioia sete di beltà gioiosa).
Oggi un'accumulazione così esasperata di parole con la medesima radice può far sembrare il componimento un vuoto sfoggio di virtuosismo, ma all'epoca tali forme di scrittura erano apprezzate e ben considerate.